# Concorrenza monopolistica
La concorrenza monopolistica è una forma di mercato molto diffusa. Spesso caratterizza i mercati di libri, ristoranti, film, abbigliamento, ecc.

## La differenziazione del prodotto
Si instaura quando un certo numero di venditori offre sul mercato beni o prodotti che, nati per soddisfare lo stesso bisogno, si presentano in modo diverso.
Esiste quindi per ogni prodotto una domanda stabile e ripetuta dalla clientela che apprezza quelle caratteristiche.
Una variazione di prezzo crea comunque una variazione di segno contrario della domanda.
Il prodotto può essere differenziato in vari modi:
- secondo il tipo e lo stile;
- secondo la localizzazione;
- secondo la qualità.

## Modello di Chamberlin
Edward Chamberlin osserva che in molti rami economici ci sono numerose imprese che vendono dei beni differenziati (marca, qualità, localizzazione differenti). Il potere di monopolio di queste imprese è molto limitato poiché ci sono molti beni sostituti. A lungo termine i ricavi della maggioranza di queste imprese coprono appena i costi di vendita. I piccoli negozi di quartiere, i ristoranti, i parrucchieri o gli idraulici sono degli esempi di queste imprese.
La curva di domanda dell'impresa rappresentativa ha una pendenza negativa siccome la differenziazione dei prodotti le conferisce un certo potere di mercato. Se il prezzo aumenta l'impresa non perde tutti i suoi clienti.
Nel breve periodo l'impresa genera profitti positivi (e.g. un ristorante che apre in un nuovo quartiere). Il primo grafico illustra questa situazione. L'equilibrio dell'impresa implica l'uguaglianza tra il ricavo marginale (Rm) e il costo marginale (Cm). Il prezzo di vendita è p*. Il profitto ({\displaystyle \pi }) è dato dalla differenza tra il ricavo medio (RM), la curva di domanda, e il costo medio (CM) moltiplicata per la quantità prodotta (q*).
Questi profitti extra attirano dei nuovi operatori economici (e.g. ristoranti che vedono la possibilità di fare degli ottimi affari nel medesimo quartiere). Siccome non ci sono delle barriere all'entrata nel settore, la curva di domanda per i prodotti dell'impresa si sposta a sinistra (il primo ristorante avrà perso una parte dei suoi clienti). Tale movimento continua fino alla scomparsa del profitto (equilibrio a lungo termine = extra profitti nulli). Dal punto di vista analitico, la curva dei costi medi (CM) sarà tangente alla curva di domanda RM.
Rispetto alla concorrenza perfetta, il prezzo sarà più alto e l'impresa non produce ai costi minimi. C'è un eccesso di capacità in questo ramo (si può produrre di più e a dei costi più bassi) ma c'è anche una più grande varietà.

## Altri modelli
Dixit e Stiglitz introducono esplicitamente le preferenze per le varietà nella funzione di utilità del consumatore rappresentativo
. Due casi sono esaminati: nel primo le preferenze sono rappresentate da una funzione di utilità a elasticità di sostituzione costante; nel secondo l'elasticità è variabile.
Produrre al livello di costi minimi non è una soluzione ottimale dal punto di vista dell'utilità sociale quando i diversi beni non sono dei sostituti perfetti. Non c'è dunque troppa varietà nella concorrenza monopolistica.
Il modello di Dixit e Stiglitz è stato utilizzato da Paul Krugman nei suoi modelli di commercio internazionale e sulla concorrenza spaziale delle attività economiche.
Ogni modello di concorrenza monopolistica deve basarsi sulle condizioni seguenti:
- numerose imprese che producono dei beni differenziati

- le imprese sono piccole e hanno degli effetti trascurabili sulle altre imprese

- la libera entrata sul mercato conduce a lungo termine alla scomparsa del profitto

- la domanda dei prodotti delle imprese ha una pendenza negativa

Hart suppone numerosi consumatori con dei gusti differenti e numerose imprese che producono dei beni differenti. I consumatori sono interessati ad un numero limitato di questi beni. Ogni bene ha la medesima probabilità di essere desiderato dal consumatore. Gli effetti di un cambiamento dell'offerta di un'impresa sono allora ripartiti su tutte le altre imprese. Hart arriva alla conclusione che, secondo i casi, ci possono essere troppe o troppo poche varietà.